# 청도중학교
청도중학교(淸道中學校)는 대한민국 경상북도 청도군 청도읍 고수리에 있는 사립 중학교이다.

## 학교 연혁
- 1953년 1월 17일 : 학교법인 남평학원 설립인가
- 1953년 1월 17일 : 초대 이사장 문명봉 취임
- 1953년 2월 24일 : 청도중학교 설립인가(6학급)
- 1953년 2월 28일 : 초대 교장 허삼극 취임
- 1973년 12월 11일 : 학교법인 청도학원으로 변경
- 1974년 2월 1일 : 청도여자중학교로 교명변경
- 1994년 12월 30일 : 기숙사 준공(지하 1층, 지상 2층 386m2)
- 1997년 12월 26일 : 학교 본관동(4층) 완공
- 1999년 9월 1일 : 강당 및 다목적 생활관(石楚館) 준공
- 2006년 8월 30일 : 학교도서관 현대화 사업
- 2007년 3월 1일 : 청도중학교로 교명 변경
- 2009년 11월 15일 : 잔디운동장 준공
- 2010년 7월 16일 : 교육과학기술부 지정 사교육 없는 학교 운영
- 2012년 9월 19일 : 제4대 박재규 이사장 취임
- 2014년 9월 30일 : 선진형 교과교실제 전환
- 2019년 6월 26일 : 기술가정실 현대화 사업
- 2022년 3월 1일 : 제10대 교장 강호율 취임
- 2023년 12월 28일 : 제72회 62명 졸업, 졸업생 총수 11,577명
- 2024년 2월 29일 : 2024년 AI·정보교육 중심학교(구 AI교육 선도학교) 선정

## 참고 자료
- 청도중학교 - 한국교육학술정보원 학교알리미